# Campodorus ultimus
Campodorus ultimus är en stekelart som beskrevs av Jussila 2006. Campodorus ultimus ingår i släktet Campodorus och familjen brokparasitsteklar. Inga underarter finns listade.